# Madame Saqui
Marguerite-Antoinette Lalanne, conocida como Madame Saqui (Agda, 26 de febrero de 1786-Neuilly-sur Seine, 21 de enero de 1866) fue una célebre acróbata y volatinera francesa del siglo XIX.

## Carrera
Hija de Jean-Baptiste Lalanne y Hélène Masgomieri, «comerciantes botánicos y artistas», solo tenía cinco años cuando se unió a sus padres en París, que pertenecían a la compañía Grands-Danseurs du Roi, en la que debutó como artista con el nombre de "la petite Basquaise". Pero Nicolet, director de la compañía, canceló el compromiso de Jean-Baptiste Lalanne tras sufrir una mala caída. La familia decidió abandonar París y reanudar una existencia aventurera. Fue en la feria de Tours, la gran reunión de los feriantes de la época, donde Marguerite trabajó los principios de la danza de la cuerda con su amiga Françoise-Catherine Bénéfand, que se convertirá más tarde en la famosa Mademoiselle Malaga, y con el ciudadano Barraut que dirigía una compañía de acróbatas. Fue con esta compañía con la que, bajo el nombre de "Mlle Ninette", hizo su primera aparición pública como bailarina de cuerda. Cuando "Mlle Ninette" se hizo tan popular en Tours, sus padres decidieron formar su propia compañía con la que empezaron a hacer giras por Francia. Pero al cabo de unos años, los contratiempos les obligaron a unirse a la compañía Houssaye y luego al circo Roussi, y fue en Épinal donde "la divina Basquaise" conoció a Pierre Saqui, con quien se casó en Tours en 1805. En 1806, la joven pareja se trasladó a París y Madame Saqui entusiasmó a los espectadores del jardín de Tivoli. Su reputación se extendió rápidamente por París y sus ejercicios fueron muy populares bajo el mandato de Napoleón I. Victor Fournel contó que, durante uno de los acontecimientos públicos de los que el Primer Imperio mantenía el secreto, Madame Saqui actuó sola en la cuerda floja de los mimodramas, donde representaba el paso del Mont Saint-Bernard, la batalla de Wagram, la toma de Zaragoza.
Ante la proliferación de compañías rivales, Madame Saqui comenzó a viajar a las provincias, donde obtuvo un éxito cada vez mayor. Se la vio en Ruan en 1810 y 1811, en Nîmes en 1812, en Ruan en 1813, luego en Lille, Valenciennes, Gante y Bruselas en 1814, así como en Lieja a principios del año siguiente: se dio a conocer en esta ciudad bajo el título de «primera artista equilibrista de S. M. el rey Luis XVIII, directora de las fiestas y ascensiones del Gobierno».
En 1815, Pierre Klavdievitch Moussine-Pouchkine, capitán cosaco, ocupó París. Como todos los rusos de alto rango de la época, hablaba perfectamente francés. Guapo y elegante, no tuvo ninguna dificultad para seducir a la joven bailarina de cuerda. De este asunto, al parecer, nació Ekaterina Petrovna en enero de 1816, que más tarde se convirtió en la princesa Troubetzkoy.
Este asunto fue silenciado por la familia Moussine-Pouchkine, Madame Saqui fue compensada a cambio de la promesa de no volver a ver a su hija, y Ekaterina Petrovna, llevada de vuelta a Rusia, recibió la educación correspondiente a su rango entre sus numerosas primas.
En 1816, fue contratada por los propietarios de Vauxhall Pleasure Gardens de Londres, allí realizó actos en la cuerda floja durante cuatro años. En una ocasión se lesionó las costillas al caer de la cuerda durante una actuación.
En 1816, obtuvo el privilegio de ocupar un teatro en el Boulevard du Temple, conocido como el "Boulevard del Crimen": el Teatro de Madame Saqui tuvo un éxito ininterrumpido hasta 1830. Pero los contratiempos financieros, debidos a la mala gestión de su hermano Baptiste y a la epidemia de cólera de 1832, que hizo desastroso el funcionamiento de los teatros, la obligaron a ceder su privilegio a un hombre llamado Roux, conocido como Dorsay. A los cuarenta y siete años, Madame Saqui retomó una vida nómada y viajó a nuevas tierras, como Chennai en diciembre de 1850. Siguió trabajando como bailarina de cuerda hasta 1861. Murió a los ochenta años.